# John M. Wood (General)

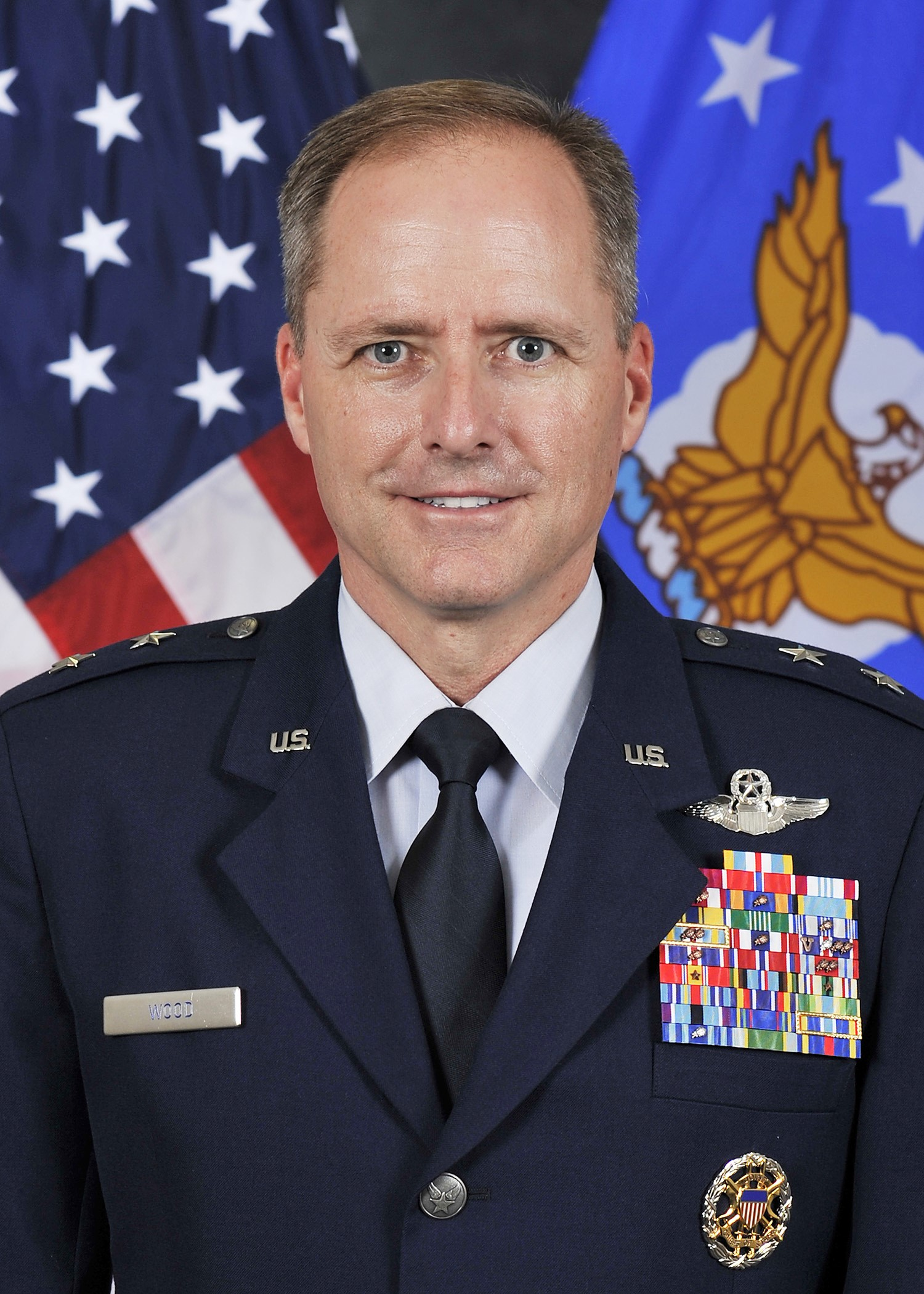
John M. Wood (2017)

John M. Wood (* um 1967) ist ein pensionierter Generalmajor der United States Air Force. Er war unter anderem Kommandeur der 3. Luftflotte.
Über das ROTC-Programm der University of California, Davis gelangte er im Jahr 1989 in das Offizierskorps der United States Air Force. Dort durchlief er anschließend alle Offiziersränge vom Leutnant bis zum Zwei-Sterne-General.
Im Lauf seiner militärischen Karriere absolvierte er verschiedene Kurse und Schulungen. Dazu gehörten unter anderem eine Ausbildung zum Kampfpiloten und weitere Fortbildungskurse als Pilot neuer Flugzeugtypen; die Embry-Riddle Aeronautical University, die Squadron Officer School auf der Maxwell Air Force Base in Alabama sowie das Air Command and Staff College und das Air War College, ebenfalls auf der Maxwell AFB. Im weiteren Verlauf absolvierte er den Senior Development Education Course in Santa Monica in Kalifornien; den Leadership Development Course in Greensboro in North Carolina; den Joint Professional Military Education, Phase II, Course in Norfolk in Virginia; den Defense Acquisition Executive Officer Workshop in Fort Belvoir und schließlich den Senior Joint Intelligence Operations Course und den Combined Force Air Component Commander Course, beide wieder auf der Maxwell AFB. Außerdem erhielt er einen akademischen Grad von der University of North Carolina at Chapel Hill.
In seinen frühen Jahren als Offizier der Luftwaffe war er an verschiedenen Stützpunkten in den Vereinigten Staaten stationiert. Dabei war er als Pilot, Flugausbilder oder Stabsoffizier bei unterschiedlichen Einheiten tätig. Dazwischen absolvierte er die erwähnten Schulungen. Zwischen September 2004 und Juni 2006 kommandierte er als Oberstleutnant auf der McGuire Air Force Base in New Jersey die 32. Luftbetankungsschwadron (32nd Air Refueling Squadron). Zwischenzeitlich war er von Februar bis Juni 2005 Kommandeur der 908. Expeditions-Luftbetankungsschwadron (908th Expeditionary Air Refueling Squadron), die auf der Al Dhafra Air Base in den Vereinigten Arabischen Emiraten stationiert war. Die Schwadron unterstützte Militäraktionen der Air Force im Irak, in  Syrien und Afghanistan.
Nach seiner bis zum Juni 2007 andauernden Weiterbildung im Senior Development Education Course in Santa Monica wurde John Wood auf die Travis Air Force Base in Kalifornien versetzt. Zwischen Juni 2007 und Mai 2008 war er dort stellvertretender Kommandeur der 60th Operations Group. Danach war er bis zum Mai 2009 Stabschef der Luftwaffenvertretung im Verkehrsministerium der Vereinigten Staaten in Washington, D.C. (Chief of Staff of the Air Force Fellow and Senior Air and Space Advisor to the Secretary of Transportation).
Seine nächste Mission führte ihn zur Charleston Air Force Base in South Carolina, wo er zwischen Mai 2009 und Juni 2011 das 437. Transportgeschwader (437th Airlift Wing) kommandierte. Auf der Joint Base McGuire-Dix-Lakehurst in New Jersey erhielt er danach das Kommando über das 87. Basisgeschwader (87th Air Base Wing), das er zwischen Juni 2011 und Juli 2013 innehatte. Es folgte eine Versetzung zur Scott Air Force Base in Illinois. Dort gehörte er bis zum März 2015 der Stabsabteilung für strategische Planungen, Bedarf und Programme des Air Mobility Commands (AMC) an.
Im März 2015 wurde John Wood zum Stab der Joint Chiefs of Staff in Washington, D.C. versetzt. Bis zum Juni 2017 leitete er dort in dessen Abteilung J5 das Büro für politisch-militärische Angelegenheiten mit Europa, der NATO und Russland. Anschließend kehrte er zum Stab des AMCs auf die Scott AFB zurück. Zwischen Juni 2017 und August 2018 war er dort Leiter der Stabsabteilung für strategische Planungen, Bedarf und Programme (Director of Strategic Plans, Requirements and Programs).
Am 7. September 2018 übernahm John Wood auf der Ramstein Air Base in Deutschland als Nachfolger von Richard M. Clark das Kommando über die 3. Luftflotte. Dieses Amt bekleidete er bis zum 24. Juni 2020 als Randall Reed seine Nachfolge antrat. Auch nach dem Ende dieser Mission verblieb er in Deutschland. In Stuttgart wurde er Abteilungsleiter für Strategie, Gefechte und Programme (Director, Strategy, Engagement, and Programs) beim dort ansässigen United States Africa Command. Dieses Amt bekleidete er bis zu seiner Pensionierung im Jahr 2021.
Während seiner aktiven Zeit als Militärpilot absolvierte er über 4000 Flugstunden auf verschiedenen Flugzeugtypen.

## Daten der Beförderungen
| Abzeichen | Rang               | Jahr              |
| --------- | ------------------ | ----------------- |
|           | Second Lieutenant  | 1. April 1989     |
|           | First Lieutenant   | 25. Juli 1991     |
|           | Captain            | 25. Juli 1993     |
|           | Major              | 1. November 2000  |
|           | Lieutenant Colonel | 1. April 2004     |
|           | Colonel            | 1. September 2007 |
|           | Brigadier General  | 31. Dezember 2013 |
|           | Major General      | 2. August 2017    |

## Orden und Auszeichnungen
John Wood erhielt im Lauf seiner militärischen Laufbahn unter anderem folgende Auszeichnungen:
- Air Force Distinguished Service Medal
- Legion of Merit
- Bronze Star Medal
- Defense Meritorious Service Medal
- Meritorious Service Medal
- Air Medal
- Army Commendation Medal
- Aerial Achievement Medal